# 錫雷特河
錫雷特河是多瑙河下游的一條支流，長706公里，流域面積44,835平方公里。
起源於烏克蘭切尔诺夫策州的喀爾巴阡山脈，往南流向羅馬尼亞，最後在加拉茨注入多瑙河。